# The Silent Force Tour
The Silent Force Tour es un DVD en directo de la banda de rock sinfónico/metal sinfónico Within Temptation, editado en 2005 tras el gran éxito de su álbum The Silent Force.

## DVD 1

### Conciertos en vivo
Contiene un concierto grabado en la Isla de Java, además de algunas presentaciones en festivales de rock como Live 05 en Filandia y Rock Werchter en Bélgica.

#### Isla de Java
1. "Deceiver Of Fools"
2. "Stand My Ground"
3. "Jillian (I'd Give My Heart)"
4. "It's The Fear"
5. "Forsaken"
6. "Angels"
7. "Towards The End"
8. "Memories"
9. "Intro"
10. "See Who I Am"
11. "Aquarius"
12. "Pale"
13. "Jane Doe"
14. "Caged"
15. "Mother Earth"
16. "Candles" Martijn Westerholt, Ivar de Graaf, Michiel Papenhove exmiembros de la banda hacen una participación especial.
17. "The Other Half (Of Me) que cuenta con la actuación de George Oosthoek del grupo Orphanage".
18. "Ice Queen"

#### Live 05
1. "Memories"
2. "Angels"
3. "Stand My Ground"

#### Rock Werchter
1. "Ice Queen"
2. "See Who I Am"
3. "Stand My Ground"

#### Videos musicales
- "Stand My Ground"
- "Memories"
- "Angels"

## DVD 2

### Características especiales

#### Backstage
- 2003: EU-Tour, X-mas Tour y festivales.
- 2004: Gala de Harpen y "That's live" en radio BNN.
- 2005: EU-Tour y festivales.

#### The making of
- The Silent Force álbum
- Los videos musicales de"Stand My Ground", "Memories" y "Angels".

#### Impresiones y entrevistas
- De Boerderij - TMF Special
- Bettina s |WT en Dubái - TMF Special
- TMF Awards & MTV Newsflash
- Live 05 Interview - The Voice (FI) & Kerrang
- Radio FM (UK)

#### Extra
- Open Air Forest Theatre "Kersouwe"(NL) 2004
- The Java Island special (NL) 2005
- Galería de fotos
- Bloopers y créditos.

## CD
Comprende el mismo tracklist del concierto en la Isla de java a excepción de 2 canciones no incluidas en éste: "Caged" y "Aquarius". Estas dos canciones son incluidas más tarde en el sencillo What Have You Done en 2007.